# 慈寿寺駅
慈寿寺駅（じじゅじ-えき）は、中華人民共和国北京市海淀区に位置する、北京地下鉄6号線、北京地下鉄10号線の駅である。駅番号は両線とも無し。2012年12月30日に開業した。

## 駅構造

### 6号線

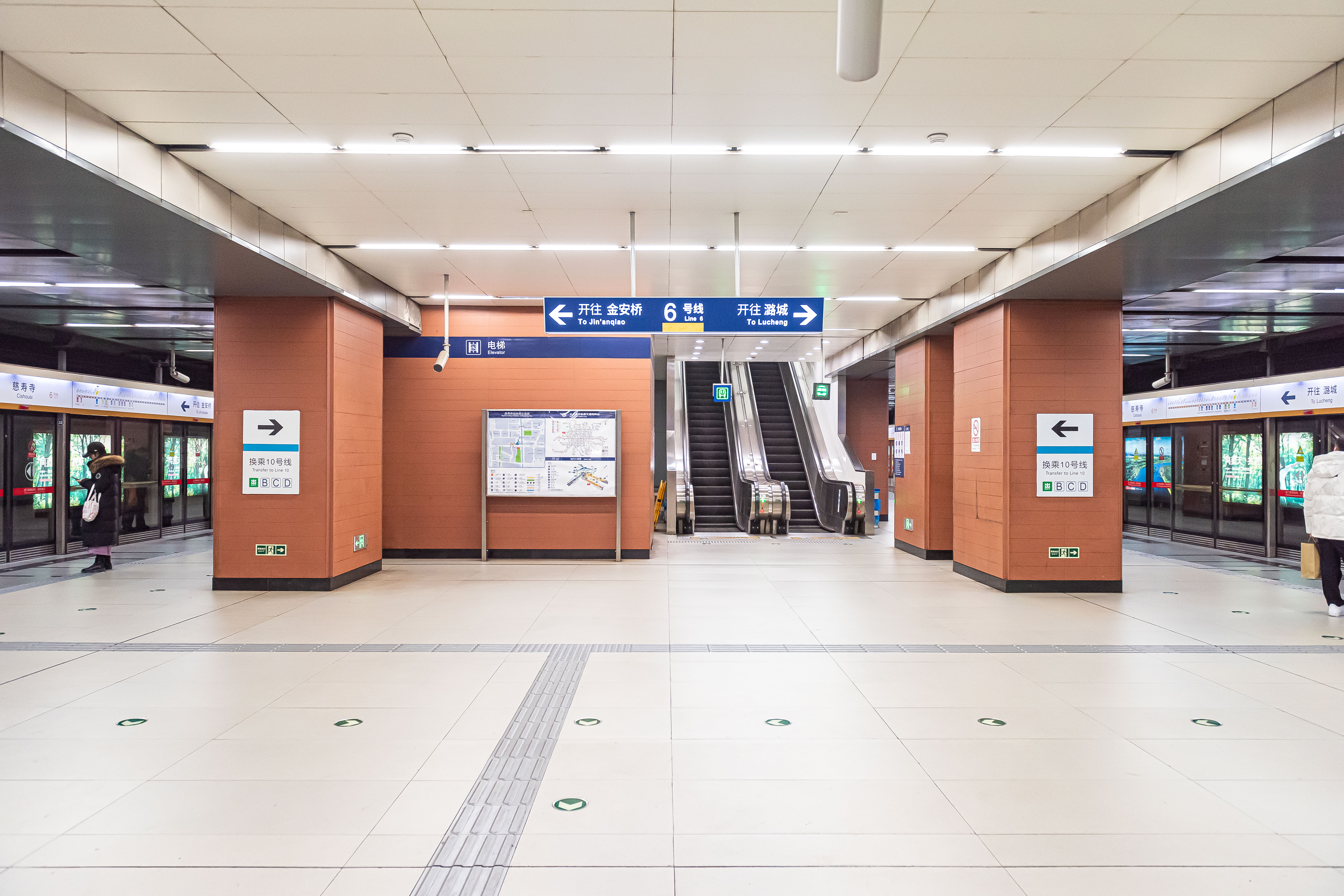
6号線ホーム

島式ホーム1面2線を有する地下駅。ホームドア完備。
| 6号線ホーム | ←■6号線 海淀五路居・苹果園方面 |
| 6号線ホーム | 島式ホーム                     |
| 6号線ホーム | ■6号線 草房・東小営方面→       |

### 10号線

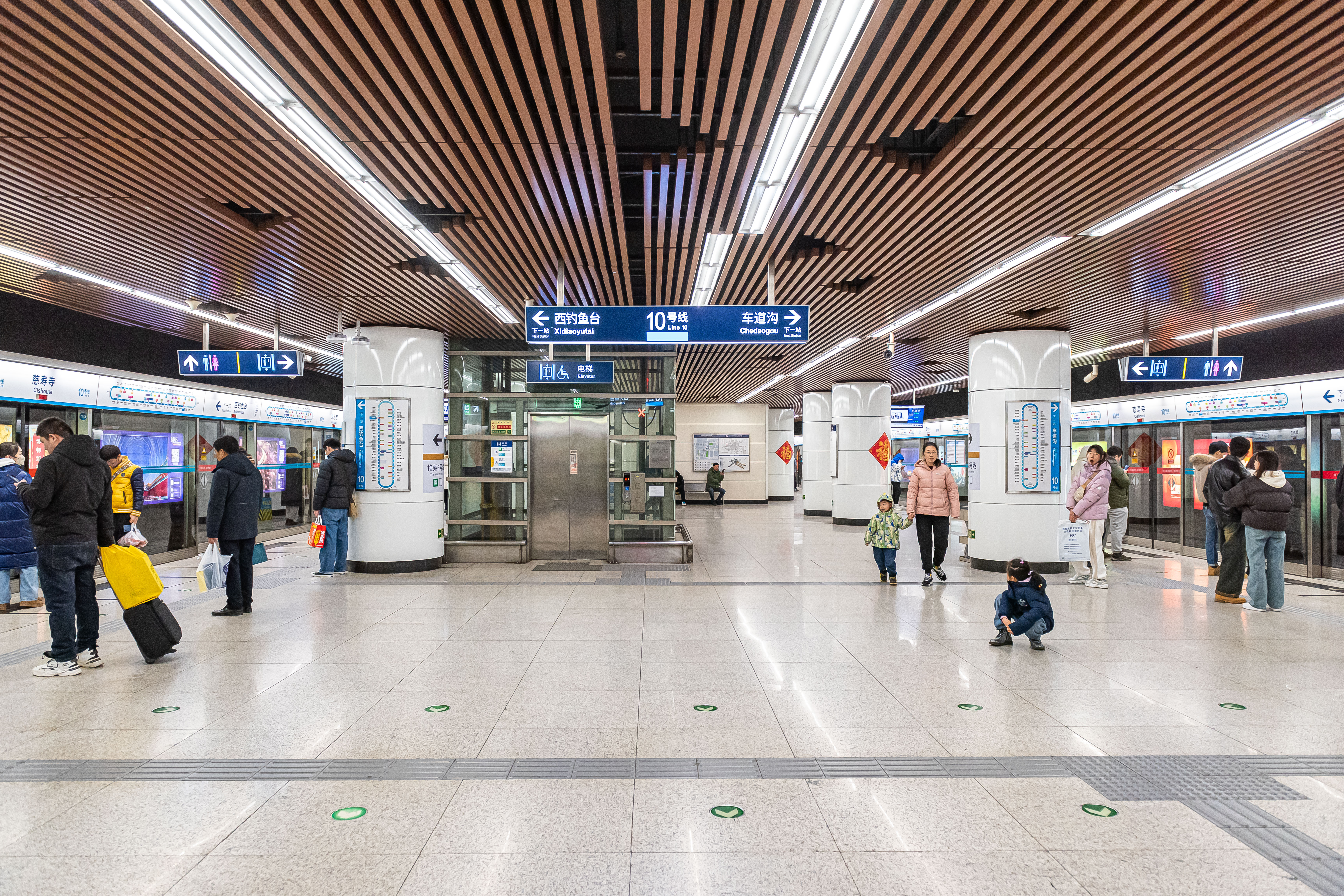
10号線ホーム

島式ホーム1面2線を有する地下駅。ホームドア完備。
| 10号線ホーム | ←■10号線 西釣魚台・公主墳方面 |
| 10号線ホーム | 島式ホーム                    |
| 10号線ホーム | ■10号線 車道溝・長春橋方面→   |

## 歴史
- 2012年12月30日 - 6号線・10号線が開業。

## 隣の駅
北京地下鉄
■6号線
海淀五路居駅 - 慈寿寺駅 - 花園橋駅
■10号線
西釣魚台駅 - 慈寿寺駅 - 車道溝駅